# Orthochromis mazimeroensis
Orthochromis mazimeroensis là một loài cá thuộc họ Cichlidae. Nó được tìm thấy ở Burundi và Tanzania. Môi trường sống tự nhiên của nó là các con sông.